# نوكيا E60

## مواصفات عامة
- شبكات EGSM 900، GSM 1800، GSM 1900 و WCDMA (الجيل الثالث 3GPP إصدار رقم 4) في أوروبا، أفريقيا، آسيا الباسيفيك، أمريكا الشمالية وأمريكا الجنوبية حيث يتوفر الدعم لهذه الشبكات.
- تنقل آلي بين الموجات.
- أنظمة التشفير: FR، EFR في شبكات WCDMA و AMR في شبكة GSM.

## الحجم
- الوزن: 117 غ (مع بطارية Nokia BL-5C).
- المقاسات: 115 × 49 × 16,9 مم، 96 سم3.
- التصميم: قطعة واحدة.

## وظائف الذاكرة
- ذاكرة داخلية ديناميكية تصل سعتها إلى 64MB لعناوين الاتصالات، الرسائل النصية، الرسائل الإعلامية المتعددة، نغمات الرنين، الصور، الفيديو كليبات، ملاحظات الروزنامة، لائحة الأعمال والتطبيقات.
- ذاكرة موسّعة: بطاقة إعلامية متعددة MMC مصغّرة ومزدوجة القوة الفلطية (1.8/3V) 1,2
- فتحة تبديل سريع لإدخال ونزع بطاقة MMC بسهولة.

## الشاشة
- شاشة حيوية بالخلايا
- تدعم حتى 16 مليون لوناً من خلال 352 × 416 خلية.
- مشاهدة حتى 6 أسطر من النص (حروف لاتينية).
- قابلية تعديل مستوى وضوح ونقاء الشاشة.
- تقريب يسمح بمشاهدة واضحة لمحتوى التطبيقات المكتبية ونظام البحث.

## الإبحار
- زرا تحكم رئيسيان بخمسة اتجاهات للبحث، زر تشغيل لاستعراض المميزات الجانبية.
- زران رئيسيان على اليمين واليسار قابلان للضبط.
- أسلوب الإدخال: باستعمال لوحة مفاتيح الهاتف.
- متلائم مع لوحة المفاتيح اللاسلكية Nokia SU-8W (تباع على حدة).
- قائمة بالرموز ومتدرجة.
- بقاء حيوي في وضع الانتظار يسمح للمستعمل بضبط الدخول السريع لخمسة تطبيقات.
- Symbian operating system OS 9.1 (بالإنجليزية).
- Series 60، الإصدار رقم 3.

## البريد الإلكتروني والرسائل
- Email client لربط البريد الإلكتروني الشخصي والبريد الخاص بالعمل.
- يدعم بروتوكولات POP3، IMAP4 و SMTP.
- ضبط الأوضاع عبر OMA client provisioning 1.1، إدارة حقوق المحتويات الرقمية OMA 1.1.2 أو Admin tool.
- Intellisync Wireless Email (بالإنجليزية).
- دعم برامج البريد الإلكتروني لمصنعين آخرين: ربط البريد الإلكترونيBlackBerry، تقنية Visto email و Seven Always-On Mail7.
- تجوال بيانات البريد الإلكتروني.
- تنقل آلي بين العديد من الشبكات (مثال: WLAN، GPRS و WCDMA) بدون أن يضطر المستعمل لضبط الأوضاع3.
- لا يحتاج تجوال البريد الإلكتروني إلى مميزات جديدة للشبكة مما يسمح باستخدامه على نطاق واسع

برنامج Email client مع دعم للمرفقات (مشاهدة ملفات jpeg، 3gp، MP3،.ppt،.doc، xls و PDF) ووظيفة التفقد التلقائي للبريد الإلكتروني.
- نظام مشاهدة وتعديل المرفقات يدعم المميزات المعروفة لـ Microsoft Word، PowerPoint و Excel (Microsoft Office 97/2000/XP/2003). يتلائم مع Zip Manager و Adobe Reader.
- رسائل فورية وخدمات Present Services IMPS 1.2.

## الربط
- السطح البيني ™Popt-Port.
- فتحة USB عالية السرعة بدعم من ™Pop-Port.
- ربط لاسلكي بكومبيوتر ملائم أو مع سلك الربط Nokia CA-53.
- وحدة مدمجة للأشعة تحت الحمراء (IrCOMM، IrOBEX، IrTinyTP).
- التكنولوجيا اللاسلكية Bluetooth 1.2 (بالإنجليزية).
- تثبيت تطبيقات مع Nokia PC Suite لهاتف Nokia E60.
- البحث على الإنترنت عبر نظام البحث Nokia HTML.
- مشاهدة حيوية للفيديو والملفات السمعية (3GPP و RealMedia).
- (WCDMA (3GPP إصدار رقم 4 (بالإنجليزية).
- WAP 2.0 XHTML.
- ربط متعدد الاستعمالات.
- WLAN (بالإنجليزية) يمكن أن تتشارك العديد من التطبيقات في ربط WLAN في نفس الوقت. على سبيل المثال: البريد الإلكتروني، نظام البحث والمزامنة.
- إمكانية استخدام WLAN، التكنولوجيا اللاسلكية Bluetooth، سلك USB والأشعة تحت الحمراء في نفس الوقت.
- توفير 6 أوضاع ربط عبر التكنولوجيا اللاسلكية Bluetooth كحد أقصى في نفس الوقت. ملاحظة: *ربط لاسلكي عبر Bluetooth مع أجهزة سمعية.

## تحويل البيانات
- EGPRS (درجة B، MSC 10).
- GPRS (رزمة خدمات الإرسال العامة) درجة 10 متعددة المعابر.
- بيانات الدورة الموصولة.
- تحويل البيانات/المودم.
- مهام متعددة.

## إدارة متطورة
- للآلة تسمح إدارة التطبيقات بتسليم وإدارة نظام التشغيل المحلي Symbian وتطبيقات JavaTM القابلة للإضافة عبر إدارة حقوق المحتويات الرقمية OMA.
- يسمح التعديل وفق المتطلبات الشخصية بتسليم وإدارة عناصر السطح البيني للجهاز عبر إدارة حقوق المحتويات الرقمية OMA.
- تشمل إجراءات حماية الجهاز طراز الحماية الذي يحمي بيانات الآلة من خلال حذف بيانات الآلة وإغلاق الآلة، لحماية استخدام الخدمة من خلال التأكد أن الأوضاع الصحيحة هي في مكانها الصحيح.
- الربط بـ Help Desk يسمح للآلة بإرسال أحدث البيانات إلى Help desk حتى قبل الاتصال به.

## إدارة الاتصالات
- ميزة «اضغط لتتكلم».
- اتصالات الإنترنت عبر WLAN.
- الاتصال بواسطة الصوت.
- الاتصال السريع: حتى 8 أسماء.
- إعادة طلب آخر رقم آلياً (حد أقصى 10 محاولات).
- اتصال في وضع الانتظار، تحويل الاتصال ومؤقت للاتصال.
- اختيار آلي ويدوي للشبكة.
- تحديد هوية المتصل مع صورة.
- تحديد أرقام ثابتة للاتصال، يسمح فقط بالاتصال بأرقام محددة مسبقاً.
- مكالمة جماعية (حتى 6 مشاركين).
- تنبيه بالذبذبة.
- مكبر صوت مدمج للتكلم الحر.

## تطبيقات ™Java
- مقارن: مقارن للعملات، المقاييس، درجات الحرارة، الخ...
- ساعة عالمية II.
- ألعاب وتطبيقات شخصية قابلة للتحميل عبر تقنية (Java™ (MIDP 2.0.
- تحميل عن بعد لتطبيقات وألعاب ™Java.

## مميزات أخرى مفيدة
- مختصرات شخصية.
- مميزات جانبية قابلة للتعديل.
- ساعة منبه.
- مشغل موسيقى (MP3/AAC).
- Media Player.
- دفتر ملاحظات لتدوين الملاحظات.
- قفل آلي للمفاتيح.
- آلة حاسبة.

## المصدر
موقع نوكيا